# Stefan Sandborg
Carl Nils Stefan Sandborg (tidigare Johansson), född 25 mars 1970 i Linköpings Sankt Lars församling i Östergötlands län, är en svensk militär. Han var rikshemvärnschef 2015–2022.

## Biografi
Sandborg avlade officersexamen vid Krigsskolan 1993 och utnämndes samma år till fänrik vid Livgrenadjärbrigaden, där han tjänstgjorde till dess avveckling den 31 december 1997. Från och med 1998 tjänstgjorde han vid Livgardesbrigaden, där han samma år befordrades till kapten. Senare under karriären var han ställföreträdande chef för Livgardet och han har också innehaft olika tjänster vid Högkvarteret.[källa behövs] Han var chef för Andra brigaden tillika ställföreträdande chef för Skaraborgs regemente 2015–2017, var chef för Rikshemvärnsavdelningen i Högkvarteret från den 1 januari till den 31 september 2018, befordrades till generalmajor 2018, var rikshemvärnschef från den 1 september 2018 till den 30 september 2022 och tjänstgjorde i Produktionsledningen i Högkvarteret från den 1 oktober till den 31 december 2022. Sandborg är sedan den 1 januari 2023 chef för Stödenheten vid Försvarsstaben.
Stefan Sandborg är gift med Caroline Sandborg. Tillsammans har de två barn.

## Utmärkelser
- Hemvärnets Petrimedalj i silver (HvPetriSM) med lagerkrans, 2019.[12]
- Hjemmeværnets förtjänsttecken, 6 november 2020.[13]